# Bäckerfahne
Eine Bäckerfahne ist ein Stab mit einem (feuchten) Lappen am Ende, der zum Entfernen der Holz- und Aschereste in holzbefeuerten Backöfen benutzt wird, bevor das Brot hinein gelangt. Sie dient auch dazu, den sehr heißen Boden, der durch die Feuerung mit Holz zwangsläufig entsteht, vor dem Backprozess abzukühlen.
Im Rheinland wird die Bäckerfahne auch mit Weev bezeichnet.